# چاقر
چاقر روستایی در دهستان تلخاب بخش خنجین شهرستان فراهان استان مرکزی ایران است. این روستا در شمال غربی روستای فشک و در فاصله ۳٫۶ کیلومتری از آن قرار دارد.

## جمعیت
بر پایه سرشماری عمومی نفوس و مسکن در سال ۱۳۹۵ جمعیت این مکان ۱۷۱ نفر (۵۸خانوار) بوده‌است.